# Захер торта
Захер торта је најпознатија аустријска чоколадна торта.   Осмислио је Франц Захер, 1832. године за кнеза Метерниха у Бечу. То је један од најпознатијих бечких кулинарских специјалитета, који чак има и свој дан који се обелажава 5. децембра.

## Историја
Према речима сина Франца Захера Едуарда, Захер торту је измислио Франц, када је био куварски шегрт на двору кнеза Метерниха. Прича каже да је Франц морао да осмисли нову торту када је главни кувар био болестан. Везу са Метернихом је вероватно измислио Едуард много година касније, како би апеловао на „бечку носталгију за њиховом царском прошлошћу“.
Захер торта је и даље веома популарна у Аустрији а и широм света.

## Припрема
Торта се прави од два чоколадна бисквита, који се спајају танким слојем џема од кајсије, и прелива се глазуром тамне чоколаде и са горње и са бочне стране. Традиционално се служи са незаслађеним шлагом. 

## Производња и продаја оригиналне Захер торте
Хотел Захер продаје „оригиналну Захер торту” у бечким и салцбуршким локацијама Хотела Захер, у пословницама Кафе Захер у Инзбруку, Грацу, у Захер шопу у Болцану, на бечком аеродрому и путем хотелског онлајн шопа.
Верзија рецепта торте из Хотела Захер је строго чувана тајна. Они који је знају тврде да тајна посебности Захер торте није у састојцима саме торте, већ у чоколадној глазури. Према доступним информацијама, глазура се прави од три посебне врсте чоколаде, које искључиво у ту сврху производе различити произвођачи. Хотел ове производе набавља из Либека у Немачкој и у Белгији.
Хотел Захер се потрудио да се паковање оригиналне Захер торте разликује од паковања других варијанти. На то указују четири златна угла на дрвеној кутији, гравура на дрвету „Хотела Захер Беч”, као и натписи  „Оригинал” и „Хотела Захер Беч” на унутрашњости поклопца, и бордо црвени папир за паковање са бидермајер мотивом. 

### Правни спор са Демелом
Посластичарница Демел је 1934. године почела да продаје „Едуард Захер торту“, док је Хотел Захер продавао „Оригиналну Захер торту“. Власници хотела су тужили Демел за кршење права и победили 1938. године. На тужбу је уложена жалба након рата и хотел је на крају добио ексклузивно право да своју верзију назове „оригиналном“, и на њу је ставио округли чоколадни печат. Демел је своју торту назвао Демелова Захер торта која се разликује по томе што је џем од кајсије није на средини торте већ на врху, испод чоколадне глазуре.

## Галерија
- Захер торта као рођенданска торта
- Захер торта послужена уз воду и топлу чоколаду
- Излог минијатурних Захер торти